# Майкл Шейн: Приватний детектив
Майкл Шейн: Приватний детектив (англ. Michael Shayne: Private Detective) — американський комедійний детектив режисера Юджина Форде 1940 року.

## Сюжет
Після того, як детектива Майкла Шейна наймає мільйонер, щоб тримати свою дочку осторонь від азартних ігор і гравців, він стає втягнутим у вбивство спекулянта на іподромі.

## У ролях
- Ллойд Нолан — Майкл Шейн
- Марджорі Вівер — Філліс Брайтон
- Джоан Валері — Марша Гордон
- Волтер Абель — Елліот Томас
- Елізабет Паттерсон — тітка Олівія
- Дональд МакБрайд — головний художник
- Дагласс Дамбрілл — Гордон
- Кларенс Колб — Брайтон
- Джордж Мікер — Гаррі Гренж
- Чарльз Коулмен — Понсбі
- Адріан Морріс — Ал
- Роберт Емметт Кін — Ларрі Кінкейд
- Френк Орт — Стів